# 초저속도대
초저속도대(Ultra-low velocity zone, ULVZ)는 핵-맨틀 경계에 있는 극히 낮은 지진 속도를 가진 지점이다. 이 지대는 직경 수백 킬로미터, 두께 수십 킬로미터로 지도에 표시되어 있다. 이 지대들의 전단파 속도는 주변 물질보다 최대 30% 낮을 수 있다. 이 지대들의 구성과 기원은 불확실하다. 이 지대는 아프리카 및 태평양 대규모 전단 저속구역(LLSVPs)의 가장자리 및 열점의 위치와 상관관계가 있는 것으로 보인다.

## 발견 및 제약 조건
ULVZ는 실체파(body waves)가 핵-맨틀 경계에서 반사, 회절 또는 굴절될 때 발생하는 지연 및 산란을 통해 발견된다. 서로 다른 실체파 유형은 ULVZ의 크기 또는 속도 대비에 대해 다른 제약 조건을 제공한다. ULVZ가 여러 곳에서 발견되었음에도 불구하고, 그 범위와 밀도 및 속도를 파악하는 것은 여전히 어렵다. 일반적으로 다양한 매개변수 사이의 상충 관계가 존재한다. 그러나 일반적으로 ULVZ는 수백에서 수천 킬로미터에 걸쳐 있으며 수십 킬로미터 두께를 가지는 것으로 보이지만, 기존의 더 얇거나 작은 ULVZ는 지진학의 해상도 아래로 떨어질 수 있다. 전단파 속도 감소는 -10%에서 -30% 정도이며, 압축파 속도 감소는 더 약한 경향이 있다.

## 구성 및 기원
ULVZ는 철이 풍부하거나 부분적으로 용융되었거나 또는 둘 다의 조합이거나, 탄소의 존재로 인해 발생한다고 가설이 세워져 있다. 철 농축에 대해 다양한 시나리오가 제안되었다. 철이 핵에서 누출되었거나, 과거 섭입을 통해 축적되었거나, 또는 기저 마그마 해의 잔여물일 수 있다. 규산염 페로브스카이트와 페리클레이스 (최하부 맨틀에 존재한다고 생각되는)는 이러한 압력과 온도에서 철이 증가함에 따라 속도가 감소하는 것을 보여준다.
철과 물을 동일한 조건에서 실험하면 철 과산화물 FeO2Hx가 형성되어 ULVZ에 기여할 것이다.

## 분포 및 동역학
ULVZ는 핵-맨틀 경계에서 안정적으로 유지되기 위해 주변보다 밀도가 높다. 일반적인 맨틀 대류 환경에서 밀도 대비와 사용 가능한 물질의 양은 ULVZ의 형태/모양을 제어한다. 지금까지 다양한 크기의 ULVZ가 발견되었다.
ULVZ의 위치와 모양은 열화학적 더미(또는 대규모 전단저속구역(LLSVPs))의 존재에 영향을 받을 수도 있다. 밀도가 더 높은 ULVZ 물질은 이러한 더미의 가장자리에 쌓인다.

## 하와이 ULVZ
하와이 ULVZ는 현재까지 매핑된 가장 큰 ULVZ로 보인다. 이 ULVZ는 하와이 열점의 서쪽에 위치한 태평양 대규모 전단저속구역의 북쪽 경계에 있는 핵-맨틀 경계에 자리 잡고 있다. 이 ULVZ는 대략 너비 1000km, 높이 20km로 매핑되었다. 큰 종횡비는 동적으로 매우 밀도가 높다는 것을 시사한다. 이 ULVZ의 전단파 속도 감소는 주변 물질에 비해 약 20%이다. 이 큰 ULVZ와 표면에서 가장 강력한 열점 흐름의 존재 사이의 상관관계는 여전히 추측에 불과하며, ULVZ가 전체 맨틀 플룸의 고정점 역할을 할 수도 있다.

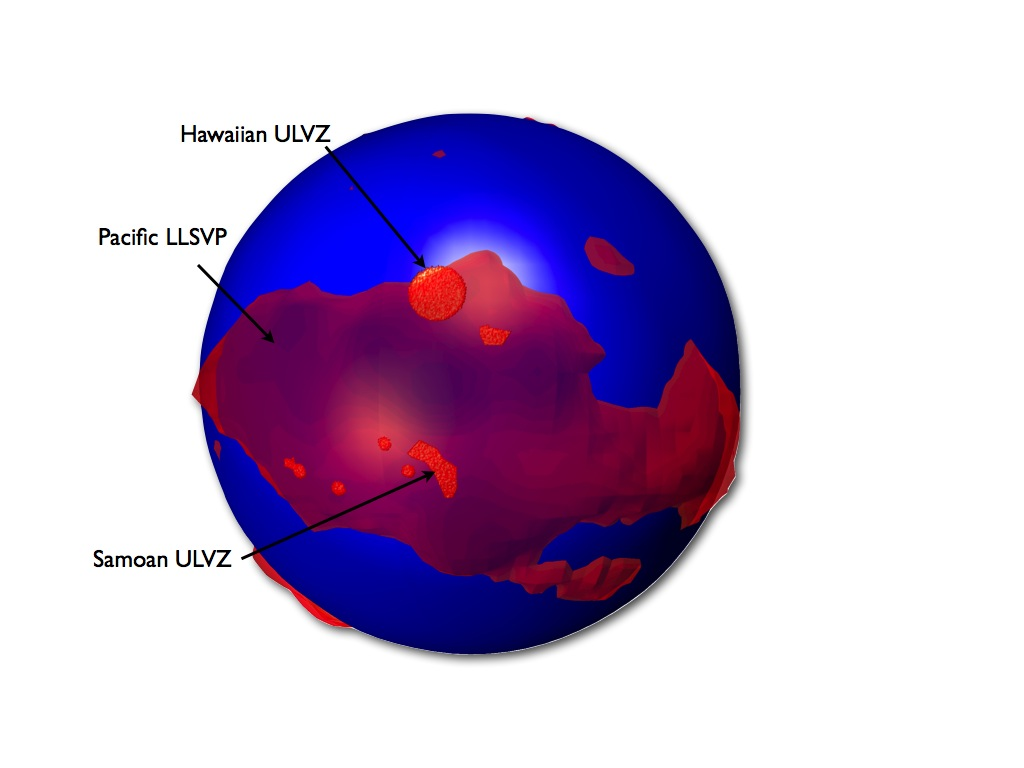
초저속도대(빨간색 구조)와 태평양의 낮은 전단 속도 구역(빨간색 투명) 및 지구의 핵(파란색)을 나타내는 그림

## 사모아 ULVZ
사모아 ULVZ는 사모아 열점 바로 아래에 위치한 또 다른 초거대 초저속도대이다. 이 구역은 대략 800 x 250km(대략 플로리다 크기)이며 높이는 10~15km이다. 이 물질은 전단파 속도가 45% 느리고, 압축파 속도가 15% 느리며, 밀도가 10% 더 높게 나타난다. 또한 ULVZ는 태평양 LLSVP의 틈새에 위치하는 것으로 보인다(여기 그림에는 나타나 있지 않음). 이는 느린 물질이 주변의 큰 더미 때문에 중심으로 밀려 들어간다는 가설로 이어진다.